# Goliathus cacicus
Espèce
Goliathus cacicus est une espèce de coléoptères appartenant à la famille des Scarabaeidae, dans la sous-famille des Cetoniinae,
.

## Description
Goliathus cacicus peut atteindre une longueur d'environ 50 à 100 millimètres chez les mâles, et environ 70 mm chez les femelles.

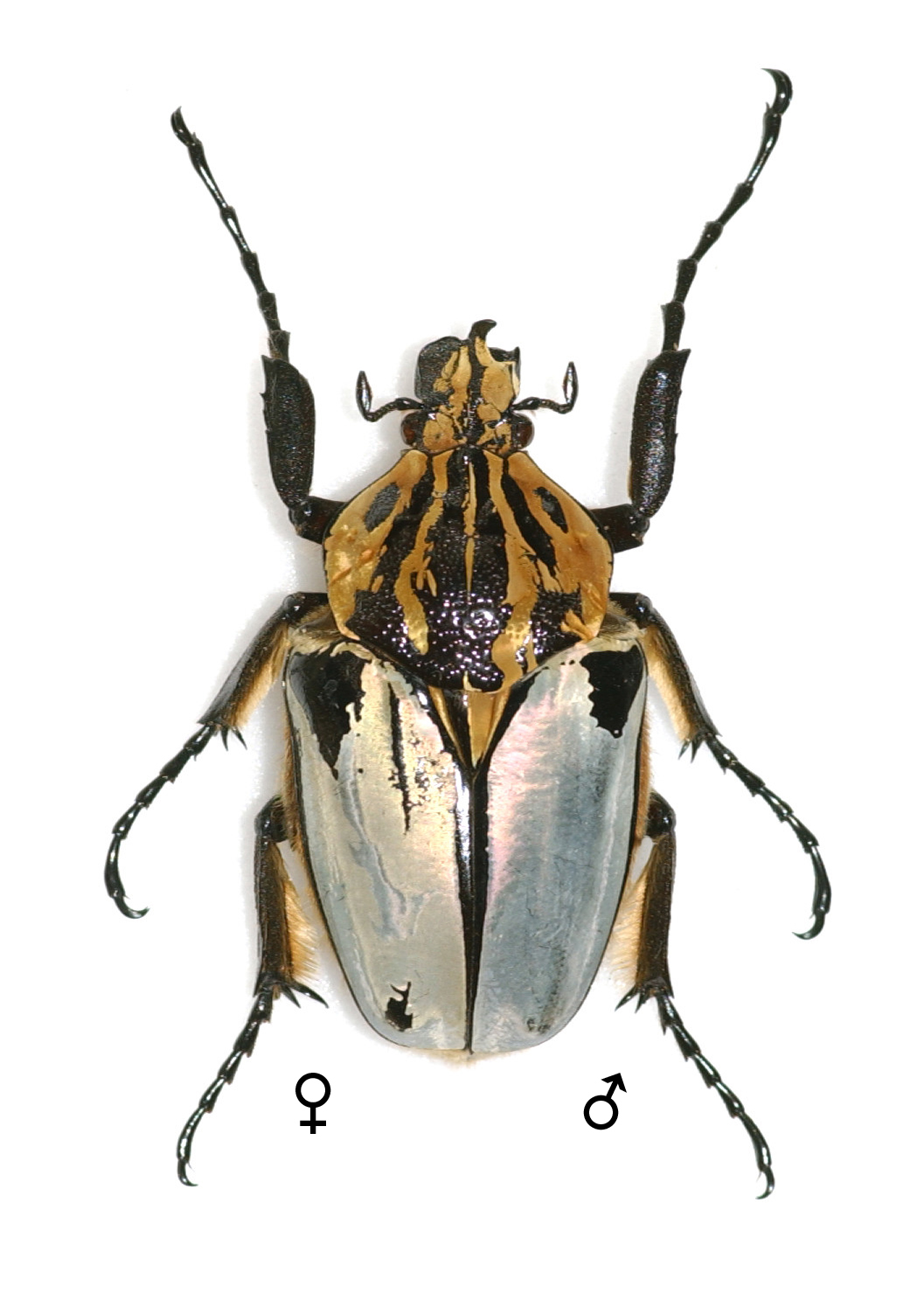
Goliathus cacicus (ici : individu gynandromorphe) au Musée d'histoire naturelle de Lille.
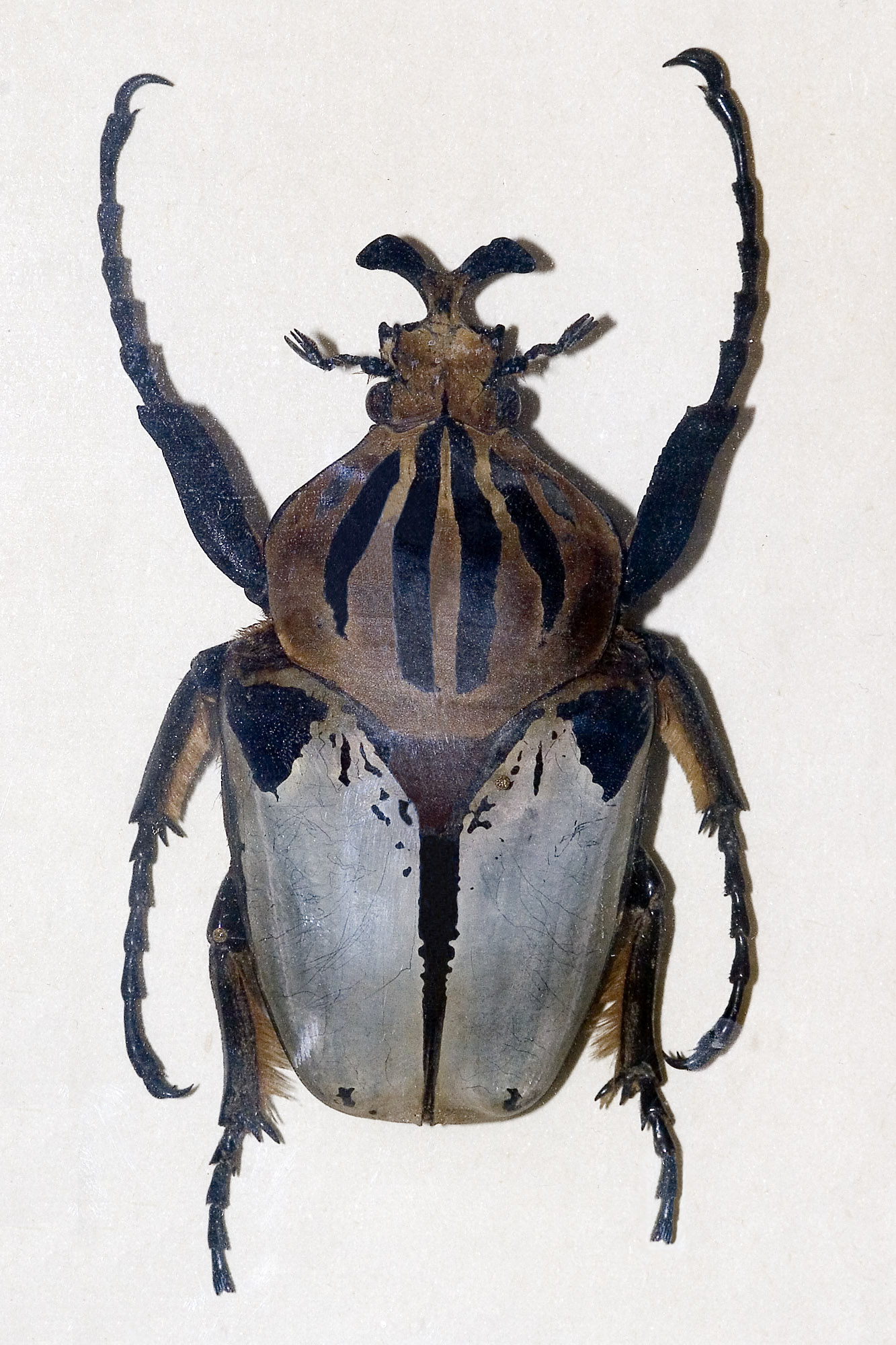
Goliathus cacicus à Jonsdorf (Allemagne)
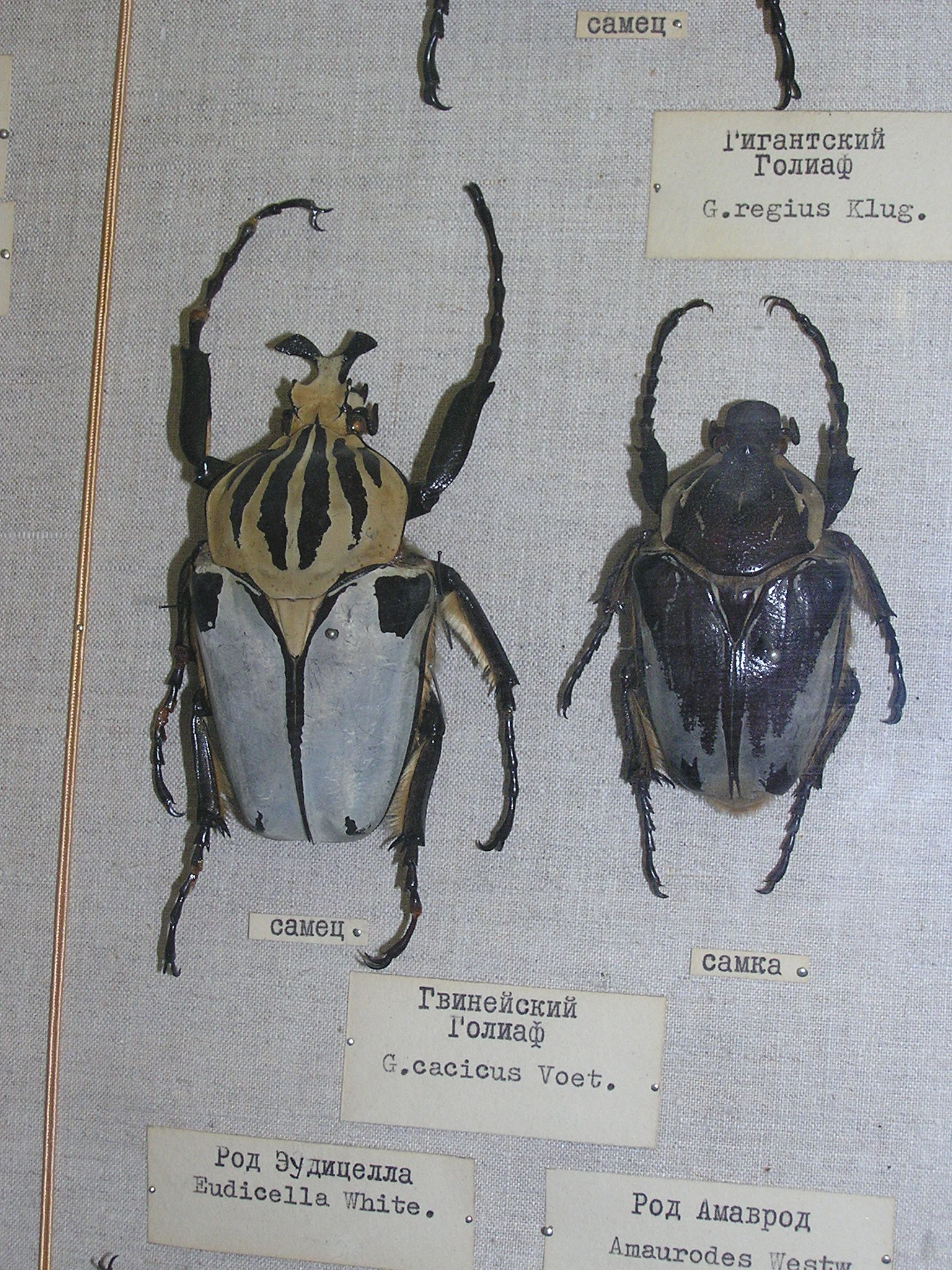
Musée zoologique de Saint-Pétersbourg
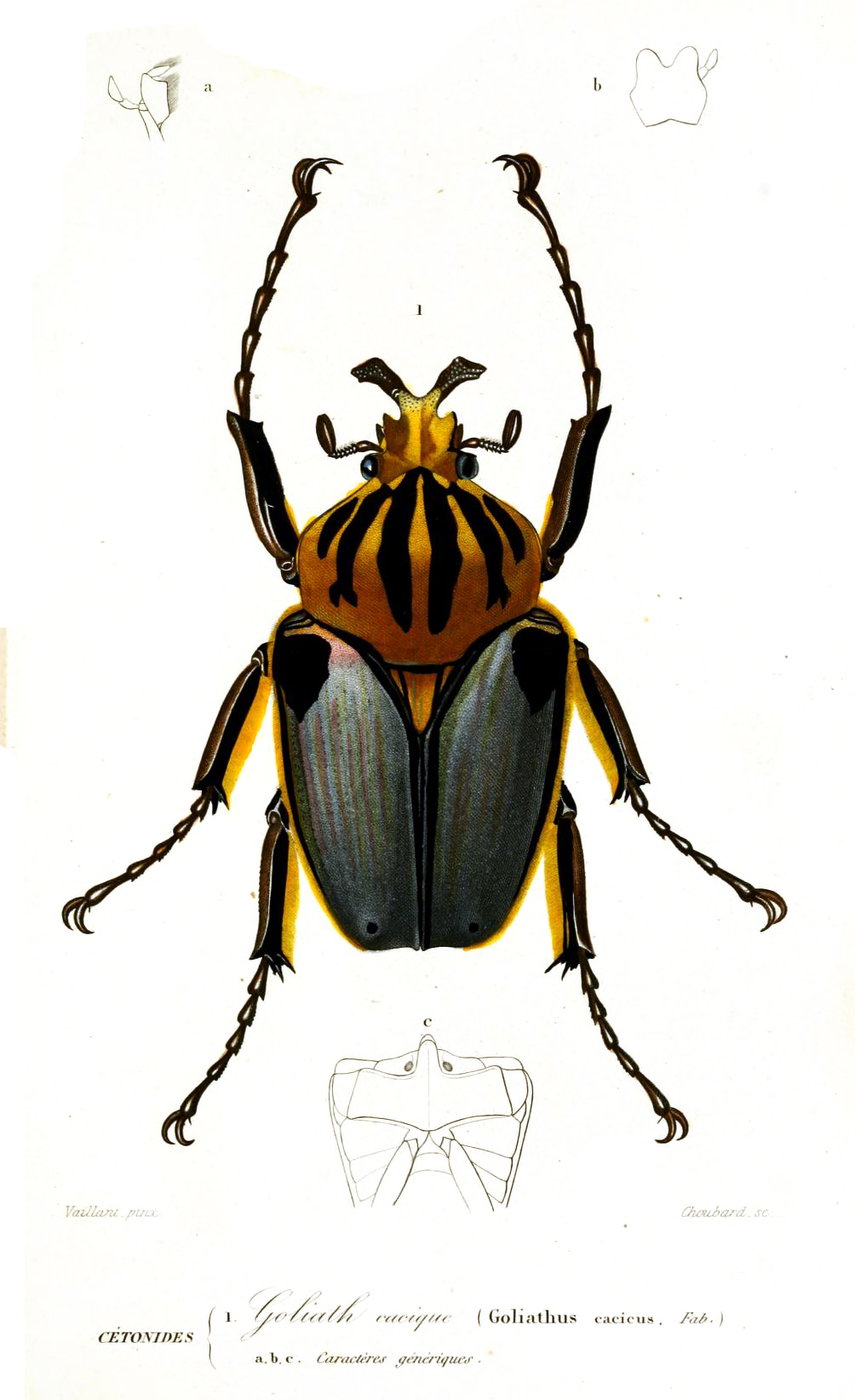
dans le Dictionnaire universel d'histoire naturelle Atlas Zoologie de Vaillant & Choubard (1849)
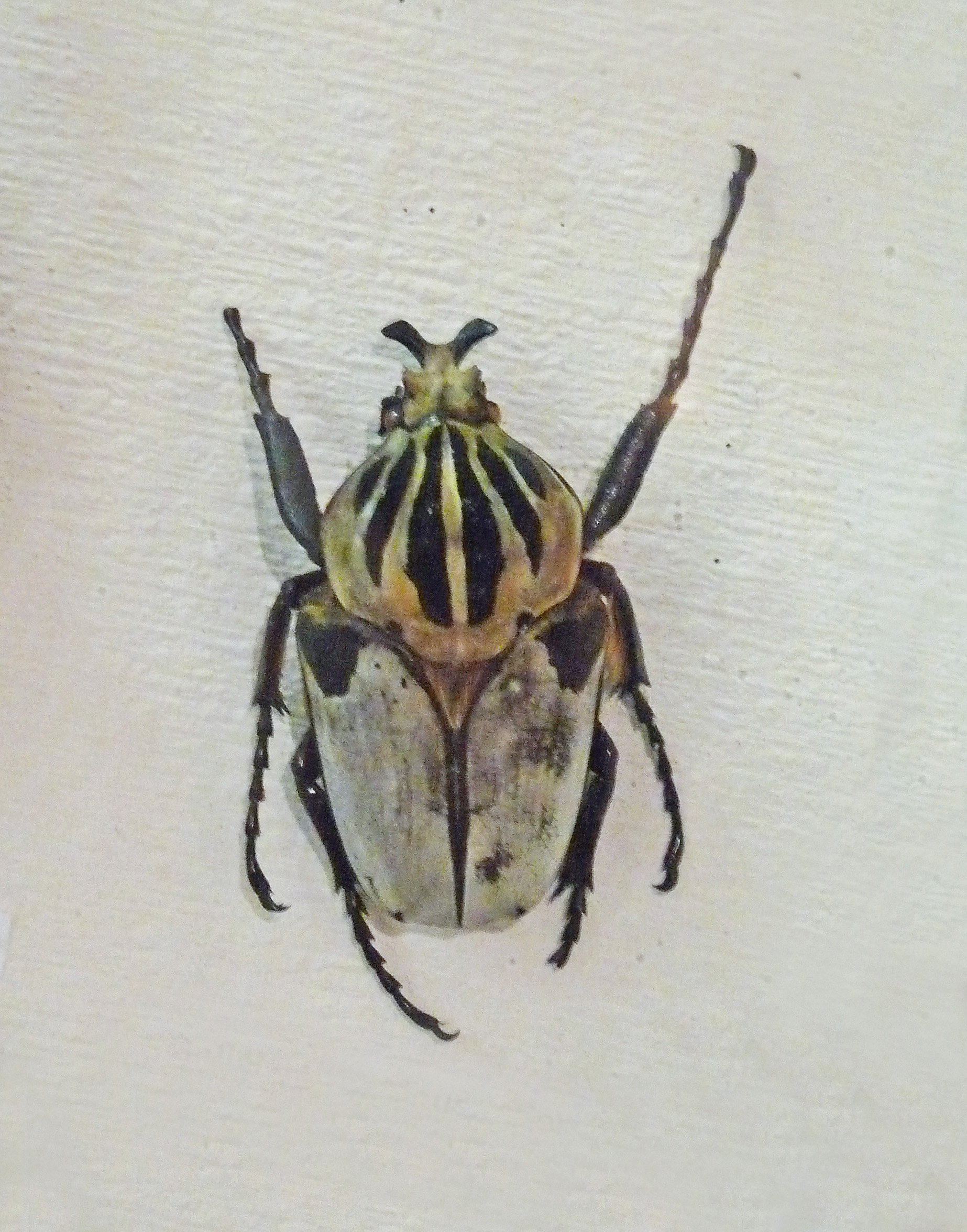
Musée d'histoire naturelle et d'ethnographie de Colmar
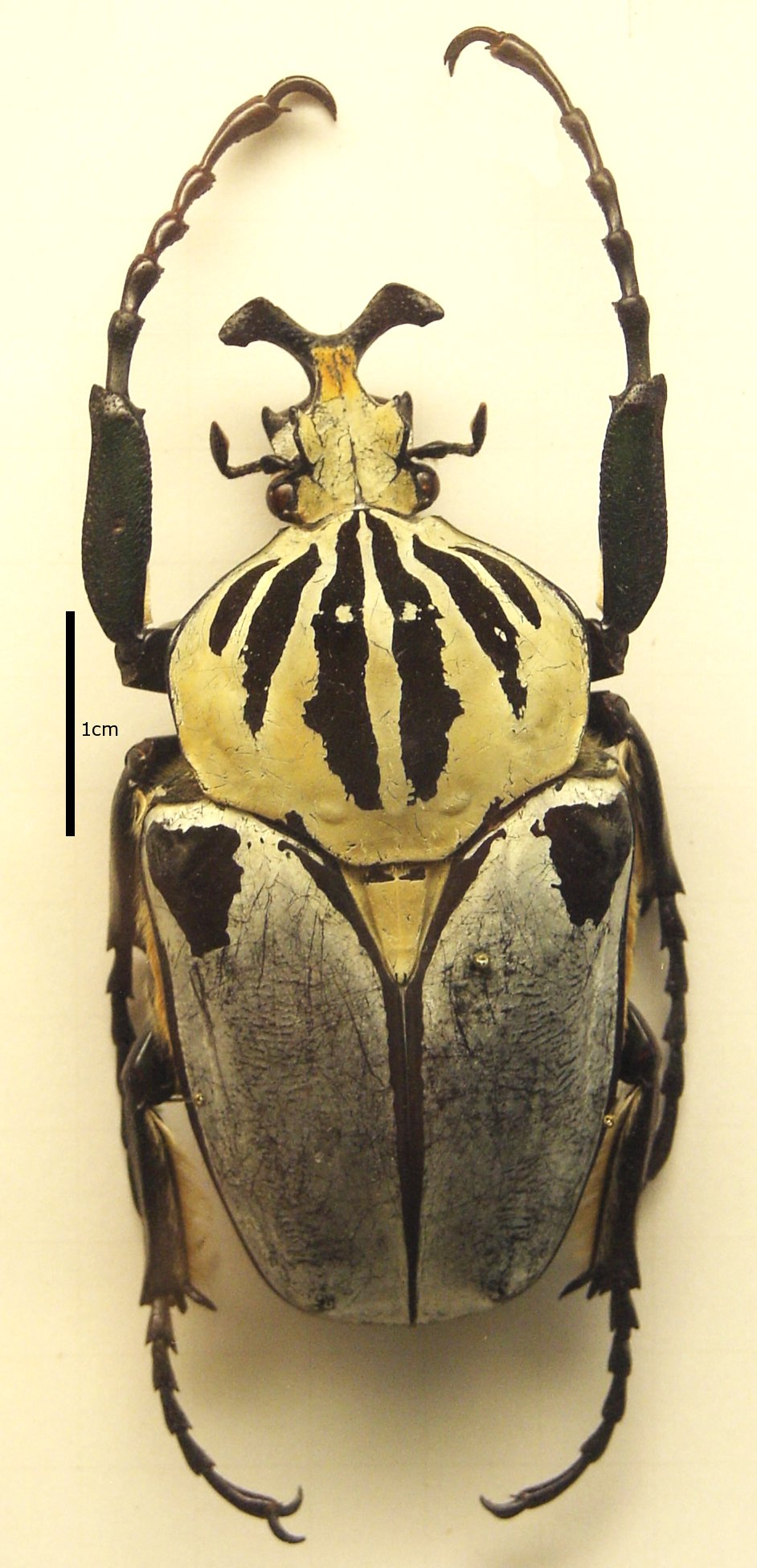
Spécimen du Ghana
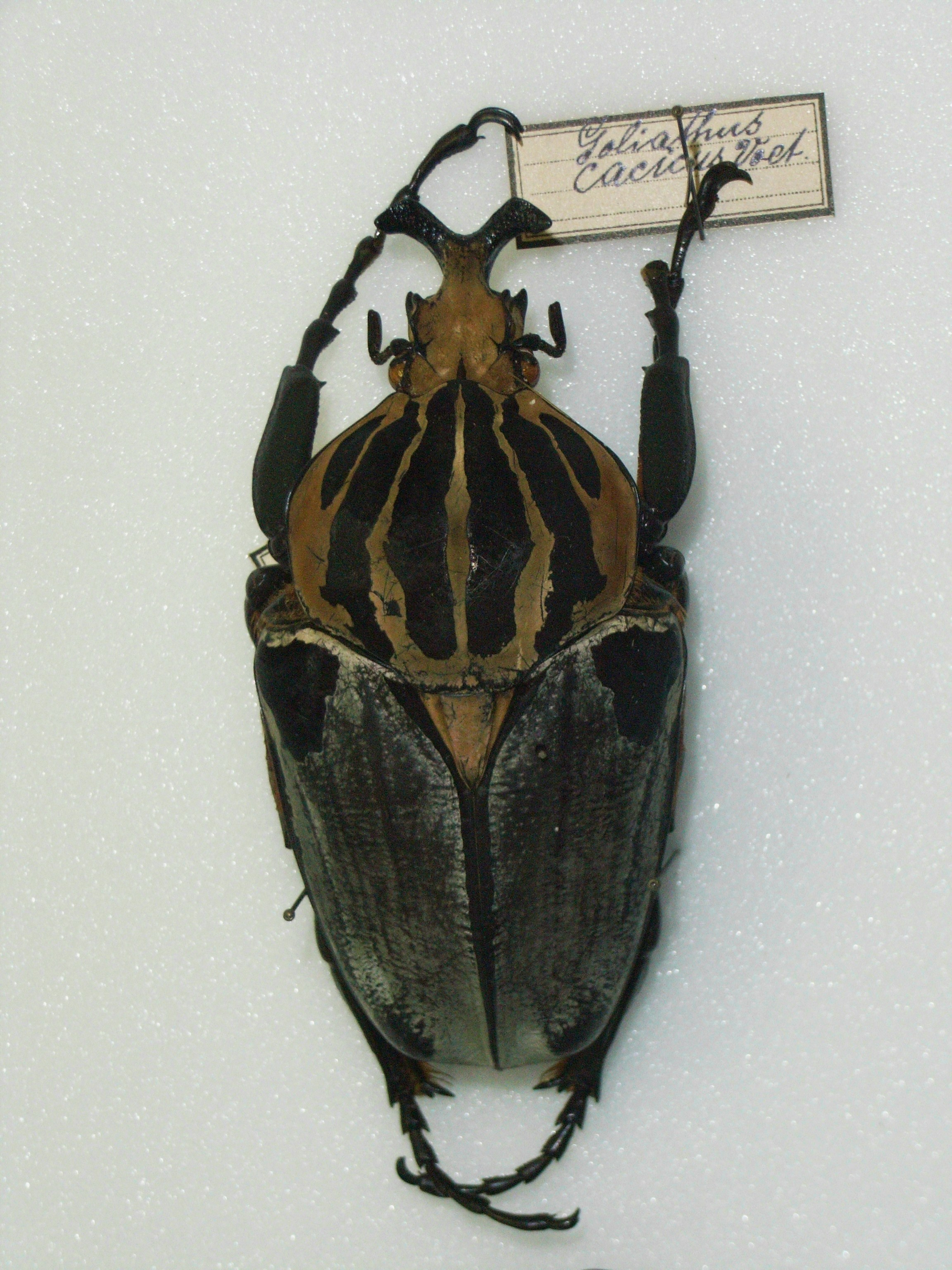
à Wiesbaden

## Distribution
C’est l’un des plus gros coléoptères du monde. Il vit dans les forêts de l’Ouest de l’Afrique équatoriale. Cette espèce est présente au Burkina Faso, au Ghana, en Guinée, en Côte d'Ivoire, au Libéria, au Nigéria et en Sierra Leone,.
Le Goliathus regius et le Goliathus cacicus sont en voie d'extinction en Côte d’Ivoire, en raison de la déforestation et de l’utilisation de pesticides.

## Synonymes
- Goliathus maculatus Endrödi, 1960[7]
- Goliathus indecorus Endrödi, 1960[7]
- Goliathus decorus Endrödi, 1960[7]
- Goliathus interruptus Endrödi, 1960[7]
- Goliathus imperialis Endrödi, 1960[7]
- Goliathus elegans Endrödi, 1960[7]
- Goliathus divisus Endrödi, 1960[7]
- Goliathus deletus Endrödi, 1960[7]
- Goliathus defectus Endrödi, 1960[7]
- Goliathus nigripennis Endrödi, 1960[7]
- Goliathus decoloratus Endrödi, 1960[7]
- Goliathus debilis Endrödi, 1960[7]
- Goliathus pauper Endrödi, 1960[7]
- Goliathus problematicus Endrödi, 1960[7]
- Goliathus ovatus Endrödi, 1960[7]
- Goliathus obscurus Endrödi, 1960[7]
- Goliathus uniformis Endrödi, 1960[7]
- Goliathus frequens Endrödi, 1960[7]
- Goliathus hieroglyphicus Sjöstedt, 1928[8]
- Goliathus quadrimaculatus Sjöstedt, 1928[8]
- Goliata princeps Hope, 1837[9]
- Scarabaeus goliatus Herbst, 1789[10]